# Spodoptera triturata
Spodoptera triturata là một loài bướm đêm trong họ Noctuidae.